# Václav Kvarda
Václav Kvarda (11. srpna 1890 Soběslav – květen 1945 Karlovarsko) byl český učitel, sbormistr a odbojář.

## Životopis
Václav Kvarda se narodil 11. srpna 1890 v Soběslavi na jihu Čech. Vystudoval místní učitelský ústav.
Od září 1927 působil jako učitel v Plaňanech, kde zůstal do roku 1933. V roce 1936 odešel učit na chlapeckou měšťanskou školu v Kolíně, kde založil školní orchestr a trubačský sbor. Byl členem Sokola a hasičského sboru.
Během druhé světové války se zapojil do ilegálního hnutí Obrana národa. Psal protiněmecké články a roznášel ilegální noviny a jiné tiskoviny. Za odboj byl v roce 1940 zatčen. Následně byl vězněn na různých místech v Čechách a Německu. Václav Kvarda zemřel v květnu 1945 při pochodu smrti z Karlových Varů.

## Publikace
- Jak se utvářel povrch nynějšího okresu Kolínského (1935)[4]